# ファイナルファンタジーシリーズ
ファイナルファンタジーシリーズ（Final Fantasy Series、略称: FFシリーズ）は、日本のゲーム開発者・坂口博信が創始し、スクウェア・エニックス（旧スクウェア）によって開発・販売されているRPGのシリーズ作品（一部MMORPG、アクションRPG）。CGアニメ、アニメでも展開されていた。
1987年に発売された『ファイナルファンタジー』を第1作とする日本製のRPGシリーズ。派生作品を含め独立した世界観を持った作品が数多く発売されており、シリーズ全タイトルの世界累計出荷・ダウンロード販売は1億8,500万本以上を達成している（2023年時点）、世界的なゲームシリーズの一つである。2017年にはタイトル数は合計87作品に及び、最多の作品数を有するRPGシリーズとして、ギネス世界記録に認定された。スクウェア・エニックスのCG・映像技術の粋を結集した作品群でもあり、ゲームの制作手法に度々革命を起こしてきている。

## 誕生まで
1980年代半ばに、スクウェアはシンプルなRPG、レーシングゲームといったゲームによって、任天堂のファミリーコンピュータ上で日本のコンシューマーゲーム産業に参入した。

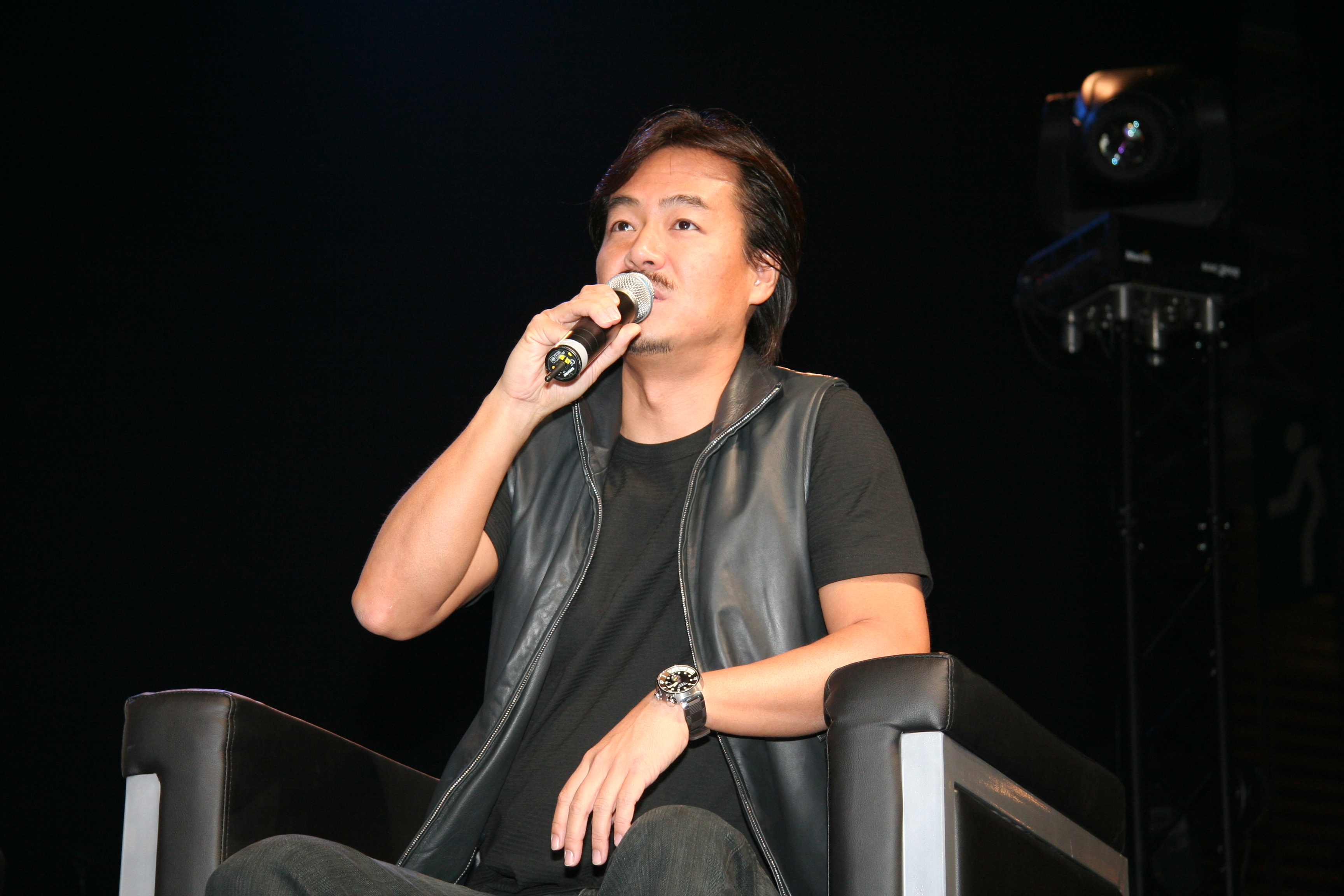
坂口博信。ファイナルファンタジーにおける生みの親。

1987年に、スクウェアのゲームデザイナーの坂口博信は、エニックスの『ドラゴンクエスト』、任天堂の『ゼルダの伝説』、オリジンシステムズの『ウルティマ』シリーズなどからインスピレーションを受け、ファミリーコンピュータ向けに新しいファンタジーRPGを開発することを決定した。
しかし、スクウェアは当時経営危機に直面していたため、坂口は新しいRPGがゲーム産業での最後の仕事になるだろうと考えており、もしも新しいゲームが売れなければ、会社を辞め大学へ戻ろうと考えていた。
しかし坂口の予想に反して、『ファイナルファンタジー』は予期せぬ大きな売上を記録し、スクウェアの経営危機を救うこととなった。
それどころか、『ファイナルファンタジー』はスクウェアの看板タイトルとなった。

### 名称と略称
本シリーズのタイトル名称は、「略称がFFとなること」を前提として考案されたものである。現在公式な略称は「FF」とされるが、中には「ファイファン」と呼ぶファンもいる。当初は『ファイティング・ファンタジー』というタイトル案も候補に挙がったが、同名のゲームブックが存在したため、現在の名称に変更した。
一方、第1作制作当時、それまでのスクウェアの業績が芳しくなく制作者たちの間でもおそらく最後の作品、「最後の夢」になるであろうという意味を込めて『ファイナルファンタジー』と名付けられたという説も存在する。1987年頃の坂口は「この頃は『ファイナルファンタジー』が売れなければ、次回作を作れるかわからなかったのでタイトルを『ファイナル』にした」と語っている。また、「ディープダンジョン」「JJ」「磁界少年メット・マグ」などアルファベットを重ねたタイトルにこだわっていたこともあり、意図的にF同士を重ねたタイトルになったと坂口の同僚であった田中弘道が語っている。

## シリーズ概要
第1作『ファイナルファンタジー（FFI）』以来、タイトルにローマ数字で番号が振られた続編が製作され続け、シリーズの柱となっている。これらナンバリングタイトル間においてプロットやストーリーの接点はほぼなく、それぞれの作品世界は独立しており、システムにもそれぞれ異なる点が多い。
シリーズは数多くのスピンオフ作品及びスピンオフシリーズを含んでいる。ナンバリング作品とストーリーの繋がりのあるタイトルとしては、『FFVII』から派生した「コンピレーション・オブ・FFVII」と呼ばれるスピンオフ作品群と、『FFX』、『FFXIII』の直接的な続編として製作された『FFX-2』、『FFXIII-2』『LRFFXIII』がある。『FFXIII』はさらに幾つかのスピンオフ作品と『FFXV』を含む、一つの神話を共有した作品群「ファブラ ノヴァ クリスタリス ファイナルファンタジー」を形成している。
他の主なスピンオフ作品シリーズとして、シミュレーションRPGの「タクティクス」、アクションRPGの「クリスタルクロニクル」、ナンバリング作品のほとんどに登場するキャラクターのチョコボを主体として様々なゲームジャンルに展開する「チョコボシリーズ」などがある。
2007年3月時点では、およそ28のゲームが存在した。この数字には、開発中だった『FFXIV』までのナンバリング作品と、その直接の続編、スピンオフ作品が含まれている。
多くのタイトルは、北米、欧州、豪州の各市場向けにローカライズされている。中には北米向けに開発・先行発売がされた作品（FFUSA）もある。
また、スクウェア・エニックスは、アニメ、CGアニメーションを含む様々なメディア上にファイナルファンタジーシリーズを展開している。

### プラットフォームの変遷
ナンバリング作品を展開する家庭用ゲーム機（ハード）は、『FFVI』までは一貫して任天堂のファミリーコンピュータ、スーパーファミコン向けにソフトが開発・販売されていたが、『FFVII』以降は、ソニー・インタラクティブエンタテインメント（SIE）のゲーム機であるPlayStationシリーズ向けソフトとして開発・販売されている。
『FFXIII』になるとマイクロソフトのXbox 360向けにも販売され、北米・欧州ではPS3版と同時発売された。『FFXV』もXbox One向けにも販売されている。ただし『FFXVI』ではPS5への独占供給契約をSIEと締結したことにより、再び単一ハードでの販売に戻っている。
PCには『FFVII』がWindowsに移植されて以降、作品によっては1年から2年ほどで移植が行われている。
オンラインゲーム・MMORPG形式の作品では、『FFXI』はPS2版の発売から半年後にPC版のサービスを開始、『FFXIV』はPS3版とPC版が同時発売されたがPC版がオリジナルとなっている。
スピンオフ作品の中には、上記以外の家庭用ゲーム機向けや、携帯アプリとしてリリースされているものもある。例えば「クリスタルクロニクル」はナンバリング作品がSIEハード向けになった後に生まれた、任天堂ハード向けのシリーズである。
発売から長期間が経過した旧作タイトルの多くは、複数のプラットフォーム向けにリメイク・移植されている。

## シリーズ共通要素
第1作の成功を受け、スクウェアはすぐに続編の開発に着手した。しかし、坂口は『ファイナルファンタジー』を単独の作品として考えていたため、続編を開発しうるストーリー構成となっていなかった。そのため、続編はテーマ上の類似性や、いくつかのゲーム要素（例えばキャラクター成長システム）のみを受け継いだ。このアプローチはシリーズを通して受け継がれている。こうしてFFシリーズのそれぞれの作品は、新しい設定やキャラクターを用い、バトルシステムも毎回違ったものになっている。テレビゲームライターのジョン・ハリスは、ゲームシステムの再構築とストーリー上の緩い接点を持つシリーズ構成は、日本ファルコムの『ドラゴンスレイヤー』シリーズに起源があると分析している。『ドラゴンスレイヤー』シリーズには、以前にスクウェアも開発に関わっている。
『FFX』と『FFX-2』のように、同じ世界を使用した続編を製作する流れがあり、"COMPILATION of FINAL FANTASY VII"や"FABULA NOVA CRYSTALLIS FINAL FANTASY" など、共通の世界観を持つ作品群を複数発表している。『FFXII』と「イヴァリースアライアンス」のひとつである『FFXII RW』は、主人公を同じとしているが、続編ではないという位置づけで登場した。また『チョコボの不思議なダンジョン』や『チョコボスタリオン』など、“コンセプト”と“システム”を応用して製作される外伝作品もある。
なおFFシリーズには主人公が仲間の「死」に直面する場面がいくつかあるが、その理由として、『FF3』の開発中に製作総指揮・ディレクターを務める坂口博信の自宅が火災に遭い、母親が亡くなる事故が起きたことが挙げられている。坂口は「大切な人が死んでしまったときの、生き残った者の辛さを嫌というほど味わいました。そして、どうやって、この悲しみを乗り越えていけばいいのか、生き残った者のすべきことはなんなのか、そんなことをいろいろと考えるようになりました。」と語り、「死」をテーマに扱う物語が紡がれたとしている。
一部のアイテム、人物名、モンスターに関しても、シリーズに繰り返し登場するものがある。ただし役割が異なる場合もある。

### プロットとテーマ
多くのファイナルファンタジーのゲームにおいて、世界の支配を目論む対立者との戦いに焦点が置かれている。ストーリー中では独裁国家における反乱が描かれ、主人公たちのグループは反乱に参加することが頻繁にある。主人公たちは悪と戦い、悪の行動の結果によって仲間が集結することが多い。
シリーズの隠れた主題として、「複数の悪役が存在する」ということがある。最初に現れた敵はキャラクターや組織の手下であり、その闘いの後に仲間となるケースが多い。また、真の敵は最初はそうだとは分からず、ストーリーが進んでいく中で敵対関係が判明していく。ゲームの最初に現れた主要な敵は常に真の最終ボスであるとは限らないため、プレイヤーは最終的な決着までにゲーム中のクエストを続けなければならない。
シリーズ中のストーリーでは、登場人物たちの精神的な葛藤、情熱や悲劇が描かれる。そして、ゲームの主なテーマはキャラクターの個人的な生い立ちから世界をめぐる戦いにシフトしていく。また、愛や対立といったキャラクター同士の関係性も描かれる。
記憶喪失、主人公が悪の力によって堕落させられたり、アイデンティティを喪失したり、登場人物が他人のために自己犠牲を払ったりするシチュエーションもある。
魔術的な力を持つ魔石やクリスタルも、ゲーム中のアイテムとして頻繁に登場する。それらはゲームの中心的なプロットと結びついていることが多い。クリスタルは世界の創造で中心的な役割を持っており、多くのファイナルファンタジーのシリーズではクリスタルや魔石は惑星のエネルギーと関係を持っている。そのような世界で、クリスタルの所有や利用が物語中の中心的な衝突を引き起こす。四元素や五行思想も繰り返し扱われるテーマであり、クリスタルや魔法といった要素にも使われている。
よく使われるプロットやテーマは、ガイア理論、終末論や科学の発展と自然の対立などがある。過去に勃発した大きな戦争が、現在に暗い影を落としているという設定も多い。

## ゲームシステム
ゲームの流れとしては、主人公とその仲間を操作して、敵との戦闘を繰り返し経験値やそれに類するポイントを蓄積してレベルアップし、徐々に行動範囲を広げていき最終的に世界の危機を救う、といったコンピュータRPGとしては定番なものである。しかし、ハード環境の進展に応じて、アクティブタイムバトルシステムやアビリティシステムなど、常に新たなシステムを試みている。

### ゲームエンジン
一般的なゲーム制作はゲームエンジンありきで行われることが多いが、FFシリーズはそれぞれの作品に応じて新規にゲームエンジンを作るスタイルを採用している。SFC版の『FFIV』以降は全て異なるゲームエンジンを使ってゲームを制作してきた。しかし、この方式では1作品ごとに新しいゲームエンジンを作ることになり開発費の高騰につながるため、ゲームエンジンをシリーズ内において共通化することが今後の課題となっていた。2007年にFFシリーズのための開発ツールとして「Crystal Tools」（クリスタルツールズ）が開発され、『FFXIII』『FFXIV』『ドラゴンクエストX』などで使用されている。
ゲームエンジン「Luminous Studio（現・Luminous Engine）」を使った技術デモではFF的要素としては次の項目が必要最小限な要素として挙げられている。
- 魔法
- 召喚獣
- ゴージャスで美しい
- 洗練
- 変化と挑戦

### 成長システム
基本的にレベルを上げることで成長するが、「ジョブ」・「スフィア」といった要素のポイントを貯め、アビリティを習得していくことが中心になっている作品もある。作品ごとの独自のシステムについては、各作品のシステムの節を参照。
レベル制
『FFII』『FFX』『FFXIII』以外で採用されている。経験値をためることによってレベルを上げるシステム。これを上げればキャラクターは強くなる。
基本的にレベル制では、戦闘で得られる経験値から、戦闘終了時点での戦闘可能状態の人数で経験値を分配するシステムとなっている。
ただし『FFVIII』では、戦闘で得られる経験値を戦闘終了時点で戦闘可能なキャラに均等に分配した上で、敵にトドメを刺したキャラにはボーナス値を与えるシステムになっている。
また『FFXI』では敵とキャラクターのレベルの比較により経験値が決定され、キャラクターに比べて敵が弱くなるにつれ経験値が減り、あまりに弱い敵からは経験値が入らなくなる。『FFXII』においても、キャラクターが強くなると徐々に弱い敵から得られる経験値が減る傾向がある。
例外的に『VIII』では敵のレベルも上がる。
ジョブ
特殊な能力を持つ職業のこと。FFシリーズにおいてはキャラクタークラスの意味で使用されている。『FFI』『FFIII』『FFV』『FFXI』に登場するほか、『FFXII』ではインターナショナル版に追加されている。同義に『FFX-2』のドレスがある。また『FFIV』『FFVI』のメニュー画面では、キャラクターごとにそれぞれ「肩書き」が表示されるが、こちらもジョブとほぼ同義のものである。派生作品では『FFタクティクスシリーズ』や『チョコボの不思議なダンジョン 時忘れの迷宮』で登場する。
ジョブ（職業）に転職（変身）することで固有の特殊技能を使用できるようになったり、能力値が変化したりする。登場ジョブは各シリーズによって様々である。
クラスチェンジ
『FFI』に登場するシステム。上位のジョブに変更できる。シナリオ終盤に行うことができる。『FFIV』では、主人公のセシルがクラスチェンジするイベントがあるが、これは暗黒騎士からパラディンへの変更であり、厳密には上位のジョブとは言い難い。
ジョブチェンジ
『FFIII』、『FFV』、『FFXI』、『FFTA』シリーズ、『チョコボの不思議なダンジョン　時忘れの迷宮』に登場するシステム。街中やダンジョン、フィールドマップ上などでジョブを自由に変更できる。『FFXI』ではモーグリがいる場所でしかジョブチェンジが出来ない。『FFIII』ではキャパシティというポイントがあり、変更するにはキャパシティが必要になる。これはDS版『FFIII』では変更され、ほかのジョブチェンジシステムと同じようなものになっている。ただし、変更からしばらくは能力が低下する。
アビリティチェンジ
『FFV』、『FFT』、『FFTA』シリーズに登場するシステム。ポイントを得ることで覚えられるジョブのアビリティ（能力）を、他のジョブへ自由にカスタマイズできる。つまり、アビリティチェンジを行ったジョブは、そのジョブが専攻するアビリティ以外も使えるようになる。
サポートジョブ
『FFXI』に登場するシステム。ジョブレベル（以下、レベル）18に達して条件を攻略すると設定が可能になる。ジョブの役割をメインジョブとサポートジョブに分けてあり、キャラクターが就いているメインジョブのほかに別のジョブをサポートジョブに設定できる。サポートジョブとして設定されたジョブのアビリティとジョブ特性を得られるが、サポートジョブのレベルは半分になる。サポートジョブのレベルが半分以下の場合は制限を受けない。また、サポートジョブであると使用することのできないアビリティも存在し、たとえば基本的に1度使用すると2時間後まで使用することができない「スペシャルアビリティ」や、竜騎士の「コールワイバーン」などがそれに該当する。メインジョブのレベルが1の場合であるとサポートジョブのジョブレベルは1になる。
ゾディアックジョブ
『FFXII インターナショナル ゾディアックジョブシステム』に登場するシステム。これはオリジナル版にはない要素である。メインプレイヤーキャラクターを仲間にする時点からジョブが選択できるようになり、選択すると変更できなくなる。オリジナル版ではすべてのプレイヤーキャラクターの成長は、プレイヤーの意思によって個性が付けられることは可能ではあるものの、同じ成長のさせ方であるために最終的には画一的にならざるを得ないものになっている。ゾディアックジョブシステムは、これとは逆に違った育成をさせることで各キャラクターに個性を付けるさせることが狙いである。それぞれ異なるライセンスボードをジョブごとに設置したのであり、ジョブに就くことは他のキャラクターと違うライセンスボードで育成させるということである。全ての武器が装備できるオリジナル版とは違い、装備できる武器の種類はジョブごとに異なっており、そのジョブ専用の武器もある。
ドレスフィア
『FFX-2』に登場するシステム。リザルトプレートと呼ばれる『FFX』に登場したスフィア盤に似たボードにドレスフィアをはめ込むことで、ジョブ（ドレス）を自由に変更できるシステムである。戦闘中にも変更できるのを特徴とする。
スペシャルドレスフィア
『FFX-2』に登場するシステム。3人のプレーヤーキャラクターがそれぞれ固有に持っているドレスフィアである。単一バトル内でリザルトプレート上の全てのドレスに着替えると呼び出せる。ユウナは「フロラフルル」、リュックは「マキナマズル」、パインは「斬騎王」。それぞれ本体と2つの付属パーツで構成される。HPが比較的高く特殊攻撃を持ち、過去のシリーズの召喚獣に近い存在。ドレスフィアと同様にAPでアビリティが増える。ただし、発動した場合には一人でしか活動できない。
重ね着
『FFX-2 LM』に登場するシステム。ジョブ（ドレス）の役割をベースドレスとサポートドレスに分けてあり、キャラクターが着ているベースドレスの上にサポートドレスを重ねることで能力をあげることができる。5つまで重ねられる。また、使用できるアビリティが増え、どのアビリティが増えるかは、重ねたドレスの組み合わせにより決まる。ドレスにはキャラクターとは別にHPがあるため、防具としても活用できる。
クラウン
『光の4戦士 -ファイナルファンタジー外伝- 』に登場するシステム。クラウンと呼ばれる頭装備にジョブとしての役割を持たせており、モンスターのドロップする宝石を使用することによって、アビリティを習得しセットする事により該当アビリティを使用できるようになる。
ウェポンスキル
『FFXI』に登場するシステム。WSと略される。武器スキルを上げることで覚える大技。TPを消費し使用する技で、武器種ごとに存在する。TPは相手へダメージを与えたり、与えられると蓄積され、1000になるとWSを放つことができる。TPは3000までためることができ、WSを放つと0になる。
武器スキルには、ジョブごとに得意、不得意が設定されており、そのジョブでないと使用できないWSがある。例えば、戦士は両手斧スキルが最も高くすべてのWSが使用できるが、弓術スキルは低く、WS「サイドワインダー」は狩人専用である。両手刀スキルは持たないので、どのWSも使用することができない。
ジョブツリー
『FFオリジン』に登場するシステム。戦闘を重ねジョブレベルが上がる毎に加算されるジョブポイントを消費して、コマンドスキルやパッシブなどを開放する。ジョブは基本種、上位種、最上位種が存在し、各ジョブのツリーの最下段で条件を満たす事で上位のジョブが開放されるが、「輪廻の戦士」、「召喚士」、「青魔導士」はシナリオの進行具合によって開放される。装備できる武器の種類はジョブごとに異なる。
DLC「竜王バハムートの試練」以降は、各ジョブに「幻想」と「終極」の派生ジョブが追加される。これのコマンドスキルやパッシブなどを開放するには「ねずみのしっぽ」が必要になる。
ジャックのみ全てのジョブを選択できるが、ジェド、アッシュ、ネオン、ソフィアは使用できるジョブが限定されているためツリーは存在せず、上位のジョブはシナリオの進行具合によって開放される。

熟練度システム
『FFII』に登場する成長システム。総合的な経験値およびレベルを廃し、キャラクターの戦い方や行動の内容によって熟練度が蓄積され、使った各魔法や武器、盾のレベルが別個に成長するというもの。同様に各ステータスの上昇（下降）も行動内容に依存する。厳密に言えば熟練度システムではないが、スキルシステムとして『FFXI』に同様の物が存在する。
アビリティシステム
ジョブ固有の能力、ないし特殊な能力をプレイヤーの好みに合わせて装着・解除できるシステム。
『FFII』までの戦闘コマンドは「戦う」「魔法」「逃げる」「アイテム」など、プレイヤーキャラクター共通のもののみであった。だが、『FFIII』の各ジョブの使用可能な戦闘コマンドには竜騎士の「ジャンプ」、空手家の「ためる」など、それぞれ個性的なものが多く含まれていた。また、戦闘コマンドではないものの、ナイトが瀕死の味方を自動的に「かばう」など特有の能力も『FFIII』において導入された。
アビリティシステムという言葉は『FFV』において初めて登場した。これは『FFIV』まではジョブ毎に固定であったアビリティを他のジョブへ自由に付け替えができるというものである。このシステムは後のシリーズのシステムのベースとなるものである。
『FFV』の時点ではまだ「コマンドアビリティ」と「ジョブ特性」という2つの概念しかなかった。セットできる数もほとんどのジョブにおいては1つだけであり、一部の条件を満たさないと特性の重ねセットもできなかった。それらを改善し、「コマンドアビリティ」「サポートアビリティ」「リアクションアビリティ」「ムーブアビリティ」に整理した作品が『FFT』である。
魔石システム
『FFVI』に登場する「魔石」を使用したシステム。魔石を装備することにより、それに対応した召喚獣の召喚、および魔石固有に設定された魔法の習得が可能となる。また、一部の魔石はキャラクターのステータス成長にも関与する。
マテリアシステム
『FFVII』に登場する「マテリア」を使用したシステム。マテリアごとに固有のアビリティが設定されており、マテリアを武器や防具の空きスロットに装着することによってその能力を引き出すことが可能となる。また、マテリアは戦闘を重ねることで成長する。
ジャンクションシステム
『FFVIII』に登場するGF（ガーディアン・フォース）を使用する成長システム。魔法を敵キャラから「ドロー」というコマンドで入手、もしくはアイテムから精製するなどして作り、それを力や魔力などの各パラメータに装着することによってキャラを強化する。
装備アビリティシステム
アクセサリシステムの発展型。レベルアップの成長をカスタマイズしたり、装備に存在するアビリティを習得するシステム。『FFIX』の項目を参照。
スフィア盤システム
『FFX』に登場する「スフィア」を使用した成長システム。スフィア盤という巨大な双六盤のようなボードの上を、戦闘で稼いだスフィアレベルを消費しながら進んでいく。各コマには力を上げたり魔法を習得したりと、様々な効果が設定されているので、それに対応したスフィアを使ってアビリティを入手していく。
ライセンスシステム
『FFXII』に登場する成長システム。魔法や装備は、たとえ所持していてもそれに対応するライセンスを持っていないと使用・装備ができない。そこでこのライセンスボードを使ってライセンスを習得し、キャラを成長させていく。基本的にはスフィア盤に似ているが、こちらは近接するコマに進むまではどこに何のアビリティがあるのかが見えないため、手探りで進んでいかなければならない。

### 戦闘
本シリーズの戦闘シーンは、ドラゴンクエストシリーズなどに代表されるプレイヤー視点の形式と対照的に、『FFVI』までの2D作品では、プレイヤーサイドと敵サイドが向かい合い、その様子を横から眺めるという「サイドビュー形式」、『FFVII』以降の3D作品ではカメラアングルがめまぐるしく変化しながら戦闘の様子が映し出される形式となっている。
『FFXI』『FFXII』以外はエンカウント制が採用されており、通常はあらかじめ設定されたエンカウント率に従ってバトルが発生する（いわゆるボス戦闘など、エンカウント率とは無関係に発生するバトルを除く）。なお、一部の作品においては装備によってエンカウント率を下げることも可能である。
各キャラクターは打撃や魔法など、様々な手段で戦闘を進めていく。
魔法

クリティカルヒット
通常の物理攻撃（たたかう）を選択した際、まれに発生する大ダメージを与える攻撃。通常の2倍ほどのダメージを与えられる。「運」などのステータスが関わってくる。
召喚獣
召喚士がアビリティで「召喚」することによって現れる強大な存在。人、獣、竜などさまざまな形状で現れ、通常の魔法では得られない絶大な効果を発揮することが多い。本来竜ではない神話的幻獣であるバハムートは屈強な竜として登場する。
代表的な戦闘システムおよび戦闘に関する概要は以下の通り。
ターン制
第1作『FFI』-『FFIII』で採用。味方が全員コマンドを入力すると「1ターン」が始まり、おおむね「すばやさ」の高い順に行動する。
ATB（アクティブ・タイム・バトル）
『FFIV』-『FFIX』、『FFX-2』で採用。時間経過によって敵味方ともにゲージが溜まってゆき、そのゲージが溜まった者から行動を決定・開始できるというシステム。ファイナルファンタジーシリーズの戦闘の顔ともいえる。なお、ATBは当時業界初の新システムで、スクウェア（現スクウェア・エニックス）は特許（特許第2794230号）を取得している。
CTB（カウント・タイム・バトル）
『FFX』で登場した独自のシステム。詳しくは『FFX』を参照。
RTB（リアル・タイム・バトル）
『FFXI』で登場。入力コマンドが即時に行動に反映される。ただし魔法などには効果発動までに「詠唱時間」、再び使えるようになるまでの「再詠唱可能時間」（待機時間）が存在する。
ADB（アクティブ・ディメンション・バトル）
『FFXII』で登場。フィールド画面（移動画面）と戦闘画面とが一体化している。詳しくは『FFXII』を参照。
敗北条件
味方全員が戦闘不能及び石化、ゾンビになる、など。
勝利条件
敵モンスターの全滅及び特定の敵を撃破すること。作品によっては特定の条件を満たすことによって勝利と判定されるような場面も存在する。
隊列
『FFI』-『FFIX』で採用。『FFI』は並び順で「上」にいるキャラクターの方が攻撃を受けやすいという方式だったが、『FFII』-『FFVII』および『FFIX』では前列と後列の概念が採用されている。後列は前列に比べて敵からの物理攻撃ダメージが減少するが、近距離武器での敵に対する物理攻撃ダメージも同様に減少する（例外として、『FFII』では弓以外では敵に対しての物理攻撃が不可能になる）。また、魔法・弓などの一部の武器は隊列に関係なく攻撃できる。大抵の作品では敵にも当てはまり、奥にいる敵には物理攻撃ダメージが減少する。

#### 魔法

##### 命名
本シリーズにおける魔法の名前は、例えば炎攻撃魔法「ファイア」は"fire"（炎）、冷気攻撃「ブリザド」は"blizzard"（吹雪）などの様に、その効果を表す英単語から付けられている場合が多い。多くはカタカナで4文字（または4音節）以内である。これは初期シリーズ（『FFIII』以前）の魔法名の表示可能文字数が最大4文字であったことの名残であり、シリーズを重ね魔法名の表示可能文字数が増えていくと5文字、6文字の魔法も登場する。
同系統の魔法でも、その威力ごとにいくつかの段階が存在する場合がある。ファイナルファンタジーシリーズでは、この威力の違いを魔法名の内1文字を変えたり付け足したりすることによって表現しているものが多い。例えば炎攻撃魔法である「ファイア」の場合、その上位には「ファイラ」→「ファイガ」→「ファイジャ」と、「ラ」→「ガ」→「ジャ」の変化により上位魔法の威力上昇を表している。また回復魔法の「ケアル」の場合は「ケアル」→「ケアルラ」（『FFI』では「ケアルア」）→「ケアルダ」（一部作品のみ存在）→「ケアルガ」と変化する。一方活用系は「サンダガ」ではなく「サンガー」といったように、統一が不完全な作品もある。このような通常の活用形と異なる例は後の作品では「レイズ」→「アレイズ」として残っている。
このほか冒頭や末尾に言葉を付け足すことで、追加効果を付与する魔法もある。付け足される言葉には「エン〜」「アブゾ〜」「バ〜」「〜スパイク」「ゲイン〜」「アディ〜」「ダーク〜」「ヘル〜」「3連〜」などがある。
なお、一部の魔法名はゲームボーイのサガシリーズや『クロノ・トリガー』といったFFシリーズ以外の作品にも登場している。

##### 系統による分類
本シリーズでは、魔法は基本的に以下の系統に分類することができる。ただし大まかな傾向こそあれ、シリーズ中でも分類は明確には統一されているわけではない。
白魔法
味方の回復や治療、強化、およびモンスターの弱体化。一部攻撃魔法が含まれる。
黒魔法
モンスターへの攻撃、弱体化。一部自己強化。
青魔法
敵の特殊攻撃を魔法として使う。
これら以外にも、以下のように作品によっては独自の魔法が存在する。
時空魔法・時魔法
時間の流れを操作したり空間に働きかけたりするタイプの魔法系統。『FFV』では白魔法から細分化されたもの、『FFT』では黒魔法の副産物という位置づけになっている。
『FFV』『FFVIII』『FFXII』では時空魔法と呼ばれる。『FFV』では時魔道士のコマンドとして登場し、補助系統の魔法が多い。
『FFT』『FFTA』では「時魔法」と呼ばれる。共に時魔道士のコマンドとして登場する。また、『FFXII』では、時魔法を時空魔法の別名としている。
緑魔法
『FFXII』に登場する補助系の魔法系統。
裏魔法
『FFXII』に登場する魔法系統。攻撃魔法や補助魔法があるが、特にどのタイプのものが多いとは言えない。
封印魔法
『FFUSA』に登場する魔法系統。強力なダメージを与える攻撃魔法が該当する。
妖術
『FFX-2』に登場する主に補助系の魔法系統。ダークナイトのコマンドアビリティ。『FFX』では敵専用の魔法であったものの幾つかが、この系統に属している。
また『FFVIII』では白魔法や黒魔法と言った分類ではなく、魔法の効果から、『FFVII』ではマテリアの効果から体系分けがされている。

##### 属性
多くの魔法には属性が設定されており、ほぼ全作品において、「炎」「冷気」「雷」が「3大属性」（『FFX』系列では「水」を含めた「4大属性」）として、ストーリー序盤から利用することのできる基本的攻撃魔法に位置づけられている。
これに対して「毒」「大地」などの、3（4）大属性からはずれる属性に関しては、シリーズごとに存在の有無が異なり、またそれらに属する魔法はストーリーが進まないうちは使えないことが多い。
また、ストーリーが進むにつれ、登場するモンスターの「弱点」、および「吸収」「無効」となる属性が多様化する傾向が強く、魔法の使用が戦闘において戦術性を帯びるようになる。また、中にはいくつかの属性を併せ持った魔法も存在する。
属性の強弱には、2属性がそれぞれが弱点の関係に当たる「対立」と、複数の属性間において強弱関係が循環する「循環」、他属性との強弱関係がなくモンスター固有の弱点があるだけの属性などがある。
シリーズを重ねるごとに、属性体系はより整理、洗練される傾向にある。初期では攻撃手段の属性と、敵に備わった弱点などが個別に存在する程度であったが、『FFXI』では「炎>氷>風>土>雷>水>炎」の6循環と「光⇔闇」の2対立の「8属性」が設定されている。
以下に、一般的な属性の分類と、各々に属する代表的魔法、および対立や循環関係を示す。ただしこれらの関係は絶対のものではなく、例外も多々ある。（『FFXI』の循環対立関係については上記参照の事。）
炎・火
「ファイア」系や召喚「イフリート」など。多くは冷気と対立する。また多くのアンデッドや植物に対し効果的。高温で燃やしたり、溶かしたりできる。
冷気・氷
「ブリザド」系や召喚「シヴァ」など。『FFXI』では氷属性と呼ばれる。多くは炎と対立する。爬虫類系のモンスターは冷気に弱い場合が多い。低温で活動を停止させたり、凝固させたりできる。
雷
「サンダー」系や召喚「ラムウ」など。金属製の機械や水に棲むモンスターに対して強力。『FFII』のみ毒と対立し、『FFVIII』、『FFX』、『FFX-2』のみ水と対立する。
水
「ウォータ」系や召喚「リヴァイアサン」など。炎、あるいは一部の作品の地に対して強力。『FFVIII』、『FFX』と『FFX-2』のみ雷と対立する。
地・土
「クエイク」系や召喚「タイタン」など。幾つかの作品で風と対立。宙に浮いているキャラクターには無効の場合が多い。地上に棲息する中で土に根を下ろしたモンスターに強力な場合が多い。『FFXI』では「ストーン」系の土属性である。
風
「エアロ」系や一部の作品の「トルネド」、召喚「シルフ」「ガルーダ」など。飛行モンスターや炎からなるモンスターは風に弱い場合が多い。幾つかの作品で地と対立。
毒
「バイオ」系（『FFV』以降）や『FFVI』の「ポイズン」など。まれに聖と対立する。追加効果を持つ場合が多い。毒を独立した属性にしていない作品も多い。『FFII』のみ雷と対立する。
聖・光
ほとんどの作品では「ホーリー」のみが聖属性。一部では召喚魔法「アレクサンダー」も聖属性。『FFIV』の「メテオ」も聖属性。『FFXI』では光属性と呼ばれる。闇と対立。まれに毒と対立。『FFXI』及び『FFT-A』では、回復魔法もこれに含まれる。
闇
『FFIX』、『FFXI』、『FFXII』などで登場。聖と対立する。
精神
沈黙や眠り、麻痺などを総括した属性として、『FFI』『FFII』のみ存在。『FFII』には類似属性の「神経」「変化」も存在する。
重力
「グラビデ」系だが、属性として存在するのは『FFVII』と『FFX-2』の2作品のみ。相手の残りHPの割合に応じたダメージ。
無属性
本来は「属性が無いこと」を表す言葉だが、実質「無属性という属性」のように扱われる。「バハムート」「フレア（例外作品有）」「アルテマ」等、概して高クラスの魔法が多い。

### アイテム・乗り物
シリーズで繰り返し登場するものを列挙する。
ギル
FFシリーズ共通の通貨ならびに通貨単位。そもそも通貨という概念自体がFFシリーズの世界に存在している以上、アイテムや武器類などの購入には欠かすことができない。設定上、通貨記号はなく、補助単位も存在しない。
ポーション
HPを回復するアイテム。上位に「ハイポーション」や「エクスポーション」がある。
エーテル
MPを回復するアイテム。上位に「エーテルターボ」や「ハイエーテル」などがある。
エリクサー
1人のHP・MPを完全回復するアイテム。上位に「ハイエリクサー」、この効果を味方全体に及ぼす「ラストエリクサー」もある。『FFII』では「エリクシャー」という表記だが効果は同じ。ただし『FFXI』のみ効果が低くHP、MP共に最大値の4分の1しか回復せず、ハイエリクサーで半分回復し、ラストエリクサーで初めて全回復する（使用者のみ）。
フェニックスの尾
戦闘不能になった者を生き返らせることができるアイテム。上位に「メガフェニックス」や「フェニックスの羽」、「ラストフェニックス」がある。
テント
味方全員のHP・MP・ステータス異常を回復できるアイテム。ただし、フィールドマップやセーブポイントでしか使えない。「コテージ」として登場することもある。
金の針
味方1人の石化を回復するアイテム。石の敵に使用すると即死させる。
ラグナロク
北欧神話の「神々の黄昏」を意味する、
- 架空の剣 - ラグナロク (ファイナルファンタジー)を参照。
- 飛空艇の名前 - 飛空艇#ファイナルファンタジーシリーズの「ファイナルファンタジーVIII」の項を参照。
- 召喚獣の名前 - ファイナルファンタジーシリーズの召喚獣#ら行の「ラグナロック」の項を参照。

エクスカリバー
最強装備としてシリーズに出てくる装備。偽物として「エクスカリパー」が登場することがある。
クリスタル
世界観の根底をなす巨大な水晶（一部の作品は未登場）。
飛空艇

### 登場キャラクター
シリーズで繰り返し登場するものを列挙する。
シド
FFシリーズを通して登場するキャラクターの名前。『FFII』から登場している。老人、中年、青年と、作品ごとに容貌や役回りは異なるが、なんらかの形で主人公達に協力または敵対し、特に飛空艇に関わる事が多い。時にはプレイヤーキャラクターであったり、敵として戦うボスキャラクターである事もある。シドがプレイヤーキャラクターである作品は、『FFIV』『FFVII』『FFタクティクス』。『FFI』の原作には登場していなかったが、GBA版『FFI・IIアドバンス』やPSP版『FFI』では、村人の話の中で天空人「ルフェイン人」の先祖だとされている。
チョコボ
『FFII』から登場した、大型の鳥のような生き物。移動に利用できる。独特の体臭をもち、「クエ」と鳴く（『FFV』以降）。さまざまな形で人間と共存しており、FFシリーズのマスコット的存在となっている。チョコボが主に活躍するスピンオフ作品については#続編とスピンオフ作品の節を参照。
モーグリ
『FFIII』から登場した、小型の白い生き物。「クポー!」と鳴き（FC版『FFIII』を除く）、作品によっては人間の言葉をしゃべる。人目を避け隠れ住む場合がほとんどだが、『FFIX』や、『FFXI』、『FFXII』などでは、世界規模の独自の文化を形成し人間と共存する。
ギルガメッシュ
『FFV』から登場したキャラクター。FFV以外に関しては、『FFI・II アドバンス』のようにFFVのキャラクターとしてゲスト出演する場合や、『FFXII』のようにキャラクターを作り直す場合などがあり、設定はシリーズ毎に大きく異なる。
ビッグス&ウェッジ
『FFVI』から登場したキャラクター。作品ごとに容貌や役回りは異なるが、基本的にモブキャラクター扱いですぐにフェードアウトしてしまう。

### 登場モンスター
シリーズで繰り返し登場するものを列挙する。
- アダマンタイマイ - 亀のような姿のモンスター。アダマンタイトとタイマイをもじったモンスターで、非常に硬い。
- クアール - 髭の長いネコ科のモンスター。即死攻撃を使う。
- サボテンダー - 歩くサボテンの姿のモンスター。片手と片足を挙げた独自のポーズをする。
- 鉄巨人 - 巨大な鉄の鎧のような姿のモンスター。
- トンベリ - カンテラと包丁を持ったモンスター。
- ベヒーモス - 角を生やした四足の獣のモンスター。高いHPと攻撃力を持つ強敵。
- ボム - 丸い風船のようなモンスターで、特定の条件で自爆する。
- プリン - 「スライム」の亜種だが、ドラクエシリーズとは異なり、魔法攻撃以外はダメージを与えづらい、比較的強いモンスターとして描かれている。
- モルボル - 食虫植物のようなモンスターで、複数の状態異常を引き起こす「臭い息」を使用してくる。

### その他
セーブポイント
『FFIV』以降に登場する。フィールドマップ以外でプレイ経過を記録したり、テントを張って休息したりできる地点である。基本的には特殊な結界・物質であることが多いが、『FFIX』ではモーグリがこの役割を代行している。『FFX』や『FFXII』では触れるだけで状態異常やHP・MPが全回復する。なお、オンラインゲームである『FFXI』にはセーブポイントは存在せず、替わりに戦闘不能時やデジョンなどの魔法を使用した際に戻ることができるホームポイントが存在する。

## 音楽

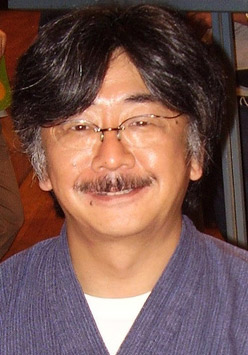
植松伸夫。ファイナルファンタジーの音楽における生みの親。

シリーズ中では多くの音楽が使われているが、テーマは作品ごとにアレンジされ使われている。
第1作で作曲を担当していた植松伸夫の存在は、ゲーム音楽界で大きなウエイトを占めており、2005年には米国の『Time』誌において「現代の音楽における革新者のひとり」として紹介されている。
植松が出来た音楽をテープに入れて坂口に渡したが、坂口は「一回、作り直した方がもっと良くなるに違いない」事を理由に一旦、全部不採用にした。しかし、植松は曲順を変えただけで後日、再提出し採用された（坂口はテープ２本目事件）。

## 主なスタッフ
- 坂口博信 - FFシリーズにおける生みの親。『ファイナルファンタジーX-2』までの歴代作品のプロデューサー・ディレクターなどを数多く務める。
- 植松伸夫 - FFシリーズの音楽における生みの親。『FFI』-『FFX』まではメインコンポーザー。『FFXI』の一部、『FFXII』の挿入歌を担当。
- 天野喜孝 -『FFI』-『FFVI』までと『FFIX』のキャラクターデザイン、全作品のイメージイラストなど。
- 田中弘道 -『FFI』-『FFIII』のゲームデザイン、『FFXI』『FFXIV』のプロデューサーなど。
- 渋谷員子[31] -『FFI』-『FFVI』のグラフィック、『FFIV』『FFV』のパッケージイラストなど。
- 寺田憲史 -『FFI』-『FFIII』のシナリオライター。
- ナーシャ・ジベリ - 『FFI』-『FFIII』のメインプログラマー。
- 石井浩一 -『FFI』の企画コンセプト、『FFII』のゲームデザイン、『FFIII』のジョブデザイン、設定など。サイドビュー戦闘画面の発案者。チョコボとモーグリにおける生みの親。
- 伊藤裕之 - FFシリーズのゲームデザイナー。ATB、アビリティ、アクセサリシステムなどにおける生みの親。
- 河津秋敏 -『FFI』『FFII』ゲームデザイン、『FFCC』プロデューサーなど。
- 北瀬佳範 -『FFVI』-『FFVIII』のディレクター。『FFX』、『FFXIII』のプロデューサーなど。
- 野村哲也 - モンスター・キャラクターデザイン、ディレクターなど。
- 吉田明彦 -『FFIII（DS版）』、『FFXII』、『FFXIV』、『FFT』キャラクターデザインなど。
- 吉田直樹 -『FFXIV』『FFXIV：新生エオルゼア』『FFXIV：蒼天のイシュガルド』『FFXIV：紅蓮のリベレーター』のプロデューサー兼ディレクターなど。
- 野島一成 -『FFVII』、『FFVIII』、『FFX』のシナリオライター。
- 神谷智洋 - サウンド『FFII』、『FFX』、『FFVIII』、『FFIX』『FFVIII』『FFXIV』
- 祖堅正慶 - 『FFXIV 』のサウンド・ディレクター兼コンポーザー、『FFXVI』のコンポーザーなど。

## 評価
| ゲーム名                   | ファミ通                          | Metacritic                 |
| -------------------------- | --------------------------------- | -------------------------- |
| ファイナルファンタジー     | (FC) 34/40                        | (PSP) 67 (iOS) 74          |
| ファイナルファンタジーII   | (PS) 27/40                        | (PSP) 63 (iOS) 73          |
| ファイナルファンタジーIII  | (FC) 36/40 (DS) 34/40 (PSP) 33/40 | (DS) 77 (PC) 68 (iOS) 80   |
| ファイナルファンタジーIV   | (SFC) 36/40                       | (GBA) 85 (NDS) 85 (iOS) 89 |
| ファイナルファンタジーV    | (SFC) 34/40 (GBA) 32/40           | (GBA) 83 (iOS) 85          |
| ファイナルファンタジーVI   | (GBA) 31/40                       | (GBA) 92 (iOS) 91          |
| ファイナルファンタジーVII  | (PS) 38/40                        | (PS) 92                    |
| ファイナルファンタジーVIII | (PS) 37/40                        | (PS) 90                    |
| ファイナルファンタジーIX   | (PS) 38/40                        | (PS) 94                    |
| ファイナルファンタジーX    | (PS2) 39/40                       | (PS2) 92                   |
| ファイナルファンタジーXI   | (PS2) 38/40                       | (PS2) 85 (PC) 85 (X360) 66 |
| ファイナルファンタジーXII  | (PS2) 40/40                       | (PS2) 92                   |
| ファイナルファンタジーXIII | (PS3) 39/40 (X360) 39/40          | (PS3) 83 (X360) 82 (PC) 65 |
| ファイナルファンタジーXIV  | (PC) –                            | (PC) 49                    |

幅広いファン層を誇り、芸能人でも本シリーズのファンを公言している人物が数多くいる。
歌手の加山雄三やノーベル物理学賞受賞者の小柴昌俊も、本シリーズのファンであると公言している。

## 影響

### 『ドラゴンクエスト』との関係
家庭用ゲーム機向けRPGとして先に人気を博したのは、登場の早かった『ドラゴンクエスト』である。同シリーズは、日本初の家庭用ゲーム機向けRPG作品であり、そのインパクトと影響は大きく、ファイナルファンタジーシリーズの生みの親である坂口はそのビジネス的成功を見て、「ファミコンでもRPGが作れると気づいた」と語っている。石井浩一も、坂口が「ドラクエのようなRPGを作りたかった」と話していた、と述べている。『ドラゴンクエスト』に遅れをとる形になったファイナルファンタジーシリーズの第1作は「ドラクエの亜種」と評価されることもあり、評価が固まらなかった。しかしその後、両シリーズは「競争」しながらそれぞれ独自の路線を確立していくことになり、両者は「2大RPG」と呼ばれるまでに成長する。
日本におけるソフト累計販売本数は、『FFVII』（400万本）と『FFVIII』（370万本）においてトリプルミリオンを続けて記録していたが、『FFIX』以降は作品によっては販売本数を減らしている（『FFX』の320万本以外）。これに対し、ドラゴンクエストシリーズは『DQVII』で400万本の大台を叩き出した後も、『DQVIII』でトリプルミリオン、『DQIX』ではシリーズ最高の432万本を達成している。ただし、DQの全世界累計売上のほとんどが日本国内の売上であるため、世界市場での累計出荷本数ではファイナルファンタジーシリーズの方が大幅に上回っている。また、世界的な市場別での販売本数を見た場合は、タイトル（開発チーム）によって売り上げが大きく異なる傾向も見られる。2003年4月1日、ファイナルファンタジーシリーズの発売元であるスクウェアとドラゴンクエストシリーズの発売元であるエニックスが合併し、スクウェア・エニックスとなる。2004年12月に発売された『ドラゴンクエスト&ファイナルファンタジー in いただきストリートSpecial』では、両シリーズのキャラクターが共演し、2社合併の象徴ともいえる存在となった。
このような歩み寄りは見られるものの、それぞれのシリーズの独立性は失われることなく保たれている。2009年を例に見ると、『ドラゴンクエストIX 星空の守り人』がニンテンドーDSで発売された一方で、ファイナルファンタジーシリーズは『ファイナルファンタジーXIII』がPlayStation 3で発売されており、両者の明確な路線の違いを見て取ることができる。

### 日本のゲーム市場に対する影響
FFシリーズが市場に与えた直接的な影響としては、日本における据え置き型テレビゲームの機種の世代交代の牽引が挙げられる。
これまでFFシリーズでは、当時の「次世代ハード」にプラットフォームを移して初の登場となる『ファイナルファンタジーIV』（スーパーファミコン）と『ファイナルファンタジーVII』（PlayStation）、『ファイナルファンタジーX』（PlayStation 2）までは、ハードが発売された初期に普及に貢献するという、言わば「ハード普及の起爆剤」のような役割を果たしている。その後、各社がこれに追随しソフト市場全体が活性化する、という流れの繰り返しを見せていた。
また、ゲーマーが分化しており、一部のゲームソフトでは顕著になっている。例として『FFV』はコアゲーマー向け、『FFXI』はヘビーゲーマー向け、『FFIX』はライトゲーマー向け、『FFXIII』はミドルゲーマー向けなどが挙げられる。